# Муніципалітет Саранді Гранде
Муніципалітет Саранді Гранде (ісп. Municipio de Sarandí Grande) — адміністративно-територіальна одиниця місцевого самоврядування Уругвая, яка знаходиться на заході департаменту Флорида. Адміністративний центр — місто Саранді Гранде.

## Історія
Згідно з державним планом щодо децентралізації влади та створенню місцевих органів самоврядування 15 березня 2010 року на черговій сесії Генеральної Асамблеї Уругвая був створений Муніципалітет Саранді Гранде, в структурі департаменту Флорида.

## Склад
В склад муніципалітету входить один єдиний населений пункт:
- Саранді Гранде

## Влада
Владою в муніципалітеті є Алькальд та його 4 радники.
Алькальди за періодом:
| Період (рр.) | Алькальд          | Партія             |
| ------------ | ----------------- | ------------------ |
| 2010-2015    | Ана Стопінджи     | Національна партія |
| 2015-2020    | Каєтано Стопінджи | Національна партія |